# Grude kyrka
Grude kyrka är en kyrkobyggnad i västra delen av Herrljunga kommun nära tätorten Ljung. Den tillhör sedan 2021 Herrljungabygdens församling (tidigare Grude församling) i Skara stift.

## Historia
Enligt traditionen fanns en tidigare träkyrka på annan plats i socknen, troligen vid Kyrkoruyd på Grude bys utmark. Dopfunten har daterats till 1200-talet och bör ha tillhört den ursprungliga kyrkan.

## Kyrkobyggnaden
Nuvarande stenkyrka är till sina äldsta delar från senmedeltiden. Byggnaden var till en början liten och hade bara en dörr och ett fönster på sydsidan. Den  har om- och tillbyggts flera gånger. År 1688 tillbyggdes koret och ett fönster togs upp på norrsidan. År 1772 byggdes kyrkan ut så att planen blev rektangulär.
År 1815 försågs kyrkorummets plana innertak med en himlamålning av Petter Hemlöf med moln och förgyllda stjärnor mot blågrön botten. Kyrktornet och nuvarande sakristia uppfördes först åren 1891-1892. Tornet i granit byggdes efter ritningar av arkitekt Fritz Eckert och ersatte klockstapeln från 1772 som revs, liksom det äldre vapenhuset. Samtidigt tillkom nya fönster och ny inredning. Fram till denna ombyggnad hade kyrkan haft stora likheter med Vesene kyrka som saknar fönster i norr och väster. En renovering utfördes 1946-1947, då golv och bjälklag som förstörts av svamp och röta byttes ut, liksom stora delar av kyrkorummets inredning. Fuktskadorna återkom emellertid och 1952 fick åter byggnadsdelar bytas ut och man dränerade och ventilerade bättre än tidigare. Samtidigt utökades koret och mittgången breddades.

## Inventarier

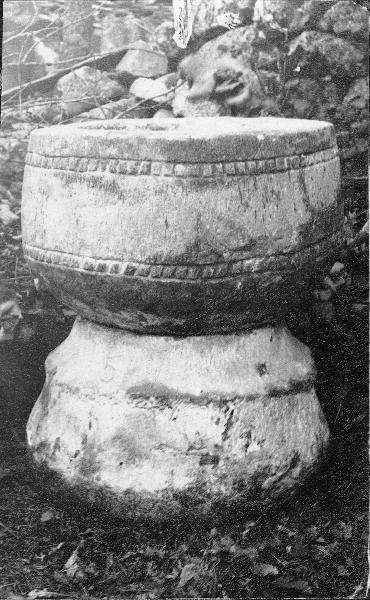
Dopfunten

- Dopfunt av sandsten tillverkad omkring år 1200 i två delar med höjden 82 cm. Cuppan är närmast cylindrisk med buktande undersida. Upptill och nedtill på livet enkla, skurna motgående repstavar. Foten är en stympad kon med list upptill och avrundning nedtill. Stort centralt uttömningshål.[2]
- Tavlan i altaruppsatsen är utförd 1926 av John Hedæus och avbildar Maria och Johannes vid foten av Jesu kors.
- En äldre altartavla, inköpt av en person som hittat den i en ladugård, finns nu i Ramnakyrkan vid Borås museums fornby.

### Orgel
- Innan 1947 användes ett harmonium i kyrkan.
- 1947 byggde Nordfors & Co, Lidköping en orgel.
- Den nuvarande mekaniska orgeln på västra läktaren har nio stämmor fördelade på två manualer och pedal. Den är byggd 1968 av Tostareds Kyrkorgelfabrik, Tostared.[3] Orgeln har en ny fasad.

| Huvudverk I    | Svällverk II      | Pedal      | Koppel |
| Rörflöjt 8'    | Gedakt 8´         | Subbas 16´ | I/P    |
| Principal 4'   | Rörflöjt 4'       |            | II/P   |
| Waldflöjt 2'   | Principal 2'      |            | II/I   |
| Scharff 2 chor | Regal 8'          |            |        |
|                | Tremulant         |            |        |
|                | Crescendosvällare |            |        |